# Alessandro Ludovico
Alessandro Ludovico (1969) es un artista, crítico de medios de comunicación y editor italiano. Desde el año 1993 es editor jefe de la revista Neural.
Cursó el doctorado de Filología Inglesa y Periodismo en la Universidad Anglia Ruskin de Cambridge. Ha publicado y editado varios libros y ha impartido conferencias por todo el mundo. Es uno de los fundadores de Mag.Net, una asociación de editores culturales en formato electrónico. También ha sido asesor del Proyecto Documenta 12 Magazine. Es profesor asociado en la Ontario College of Art and Design (OCAD) de Toronto (Canadá) y en la Winchester School of Art de la Universidad de Southampton (Reino Unido). También da clases en la Accademia di Belle Arti de Carrara y en la Nuova Accademia di Belle Arti de Milán. Es uno de los autores de las obras de arte que conforman la 'Hacking Monopolism Trilogy' (Google Will Eat Itself, Amazon Noir y Face to Facebook).